# На границе (фильм, 2014)
«На границе» (норв. I Grenseland) — норвежский короткометражный художественный фильм, снятый в студии Rein Film в 2014 году режиссёром Александером Улаем Корснесом. В фильме передана атмосфера холодной войны.

## История создания
Режиссёр Александр Улай Корснес отмечает, что сюжет кинокартины основан на его детских воспоминаниях:

На норвежской стороне мы ловили рыбу, а там, по ту сторону реки, никого из рыбаков не было, только пограничники. И я все думал, пытался представить, что там, на другой стороне, какие там люди, кто эти военные. Иногда я видел солдат. Я помню, они махали нам и даже улыбались, — рассказал режиссёр агентству РИА «Новости». — Я все воображал: может, там тоже есть такой мальчик с отцом, которые ловят рыбу. Может, он такой же, как я..

## Сюжет
Норвежский рыбак Бьёрнар безуспешно пытается поймать рыбу на берегу реки на границе Норвегии и СССР. Несмотря на уговоры друзей собираться домой, он решает остаться, и внезапно на его приманку клюёт крупный лосось. Рыбак, пытаясь его достать, ломает удочку, а рыба, отскочив, оказывается на противоположной стороне границы.Проходивший мимо советский мальчик, сын капитана погранвойск, присваивает улов себе, и норвежец решается нелегально пересечь границу, чтобы вернуть свою добычу. Этот манёвр ему практически удаётся, однако трое пограничников во главе с отцом мальчика настигают его у берега той самой реки и приказывают на непонятном ему русском языке бросить улов и сдаться. Бьёрнар решается прыгнуть в реку, и солдаты стреляют по воде. В заключительных кадрах показано, как тело главного героя, держащего на руках злополучную рыбу, плывёт по течению реки.

## В ролях
- Йеппе Бек Лёурсен — Бьёрнар
- Стиг-Хенрик Хофф — Георг, рыбак, друг Бьёрнара
- Стиг-Фруде Хенриксен — Оскар, рыбак, друг Бьёрнара
- Вильям Шёстранд — капитан, командир советской погранзаставы
- Николай Щетнев — солдат
- Роман Хорошилов — солдат
- Матвей Щетнев — мальчик, сын капитана

## Интересные факты
- Вильям Шёстранд является представителем малочисленной этнической группы кольских норвежцев — потомков переселенцев из Норвегии, иммигрировавших на Кольский полуостров.